# Open GDF Suez 2012
Open GDF Suez 2012 — жіночий професійний тенісний турнір, що проходив на закритих кортах з твердим покриттям. Це був 20-й за ліком Open GDF Suez (раніше відомий як Open Gaz de France). Належав до категорії Premier у рамках Туру WTA 2012. Відбувся на стадіоні П'єр де Кубертен у Парижі (Франція). Тривав з 4 до 12 лютого 2012 року.

## Учасниці основної сітки в одиночному розряді

### Сіяні учасниці
| Країна    | Гравчиня                | Рейтинг1 | Сіяна |
| --------- | ----------------------- | -------- | ----- |
| Росія     | Марія Шарапова          | 3        | 1     |
| Франція   | Маріон Бартолі          | 7        | 2     |
| КНР       | Лі На                   | 9        | 3     |
| Сербія    | Єлена Янкович           | 13       | 4     |
| Німеччина | Сабіне Лісіцкі          | 14       | 5     |
| Німеччина | Юлія Гергес             | 21       | 6     |
| Італія    | Роберта Вінчі           | 23       | 7     |
| Іспанія   | Анабель Медіна Гаррігес | 24       | 8     |
| Німеччина | Анджелік Кербер         | 27       | 9     |

- 1 Рейтинг подано станом на 30 січня 2012

### Інші учасниці
Нижче наведено учасниць, які отримали вайлд-кард на участь в основній сітці:
- Алізе Корне
- Полін Пармантьє

Нижче наведено гравчинь, які пробились в основну сітку через стадію кваліфікації:
- Грета Арн
- Крістіна Барруа
- Мона Бартель
- Бетані Маттек-Сендс

Такі тенісистки потрапили в основну сітку як щасливі лузери:
- Альберта Бріанті
- Джилл Крейбас
- Варвара Лепченко

### Відмовились від участі
- Єлена Янкович (травма лівого стегна)
- Кая Канепі (травма правого плеча)
- Сабіне Лісіцкі (вірусне захворювання)

### Знялись
- Джилл Крейбас (травма правої ноги)
- Лі На (травма поперекового відділу хребта)

## Учасниці основної сітки в парному розряді

### Сіяні пари
| Країна    | Гравчиня         | Країна | Гравчиня            | Рейтинг1 | Сіяна |
| --------- | ---------------- | ------ | ------------------- | -------- | ----- |
| США       | Лізель Губер     | США    | Ліза Реймонд        | 3        | 1     |
| ПАР       | Наталі Грандін   | Чехія  | Владіміра Угліржова | 59       | 2     |
| Австралія | Ярміла Ґайдошова | США    | Бетані Маттек-Сендс | 63       | 3     |
| Румунія   | Моніка Нікулеску | Польща | Алісія Росольська   | 81       | 4     |

- 1 Рейтинг подано станом на 30 січня 2012

### Інші учасниці
Пара, що отримала вайлдкард на участь в основній сітці:
- Жюлі Куен /  Полін Пармантьє

### Знялись
- Моніка Нікулеску (травма живота)

## Переможниці та фіналістки

### Одиночний розряд
Анджелік Кербер —  Маріон Бартолі, 7–6(7–3), 5–7, 6–3
- Для Кербер це був перший титул за кар'єру. Вона стала першою німкенею, що виграла в Парижі від часів Штеффі Граф 1995 року.

### Парний розряд
Лізель Губер  /  Ліза Реймонд —  Анна-Лена Гренефельд  /  Петра Мартич, 7–6(7–3), 6–1